# Chung kết Cúp C1 châu Âu 1969
Trận chung kết Cúp C1 châu Âu năm 1969 là trận chung kết thứ mười bốn của Cúp các đội vô địch bóng đá quốc gia châu Âu, ngày nay là UEFA Champions League. Đây là trận đấu giữa A.C. Milan của Ý và Ajax Amsterdam của Hà Lan trên sân vận động Santiago Bernabéu, Madrid, Tây Ban Nha vào ngày 28 tháng 5 năm 1969. Với chiến thắng 4–1, A.C. Milan lần thứ hai giành Cúp C1 châu Âu.

## Chi tiết trận đấu
| AC Milan                         | 4–1 | Ajax                |
| -------------------------------- | --- | ------------------- |
| Prati 7', 40', 75' · Sormani 67' |     | Vasović 60' (ph.đ.) |

| AC Milan | Ajax Amsterdam |

| AC MILAN:                                     |    |                         |
|                                               |    |                         |
| TM                                            | 1  | Fabio Cudicini          |
| HV                                            | 2  | Angelo Anquilletti      |
| HV                                            | 3  | Karl-Heinz Schnellinger |
| HV                                            | 4  | Roberto Rosato          |
| HV                                            | 5  | Saul Malatrasi          |
| TV                                            | 6  | Giovanni Trapattoni     |
| TV                                            | 7  | Kurt Hamrin             |
| TV                                            | 8  | Giovanni Lodetti        |
| TV                                            | 9  | Angelo Sormani          |
| TĐ                                            | 10 | Gianni Rivera (ĐT)      |
| TĐ                                            | 11 | Pierino Prati           |
| Huấn luyện viên:                              |    |                         |
| Nereo Rocco Trợ lý trọng tài Trọng tài thứ tư |    |                         |

| AJAX AMSTERDAM:  |    |                     |  |     |
|                  |    |                     |  |     |
| TM               | 1  | Gerrit Bals (ĐT)    |  |     |
| HV               | 2  | Wim Suurbier        |  | 46' |
| HV               | 3  | Barry Hulshoff      |  |     |
| HV               | 4  | Velibor Vasović     |  |     |
| HV               | 5  | Theo van Duivenbode |  |     |
| TV               | 6  | Hendrik Groot       |  | 46' |
| TV               | 7  | Anton Pronk         |  |     |
| TĐ               | 8  | Sjaak Swart         |  |     |
| TV               | 9  | Inge Danielsson     |  |     |
| TĐ               | 10 | Johan Cruijff       |  |     |
| TĐ               | 11 | Piet Keizer         |  |     |
| Dự bị            |    |                     |  |     |
| TV               | 12 | Bernardus Muller    |  | 46' |
| TV               | 13 | Klaas Nuninga       |  | 46' |
| Huấn luyện viên: |    |                     |  |     |
| Rinus Michels    |    |                     |  |     |